# Операция «Кэбал»
Операция «Кэбал» (англ. Operation «Cabal») — кодовое название операции Королевского флота по передаче Советскому Союзу 10 немецких трофейных подводных лодок.

## Предыстория
После капитуляции Германии во Второй мировой войне в руках союзников оказалось значительное количество кораблей и судов, ранее входивших в состав Кригсмарине. Почти все сохранившиеся корабли на момент капитуляции находились или в самой Великобритании, или в портах Норвегии, Дании, Франции и Германии, находившихся под ее контролем. Вопрос о разделе германского флота был поднят советской делегацией на открывшейся 17 июля 1945 года Потсдамской конференции. По итогам переговоров союзник договорились что «большая часть германского подводного флота должна быть потоплена. Не более 30 подводных лодок должны быть сохранены и разделены поровну между СССР, Соединённым Королевством и Соединёнными Штатами для экспериментальных и технических целей». Кроме того, в итоговом протоколе оговаривалось создание Тройственной Военно-Морской Комиссии для подготовки рекомендаций о распределении конкретных германских военных кораблей.

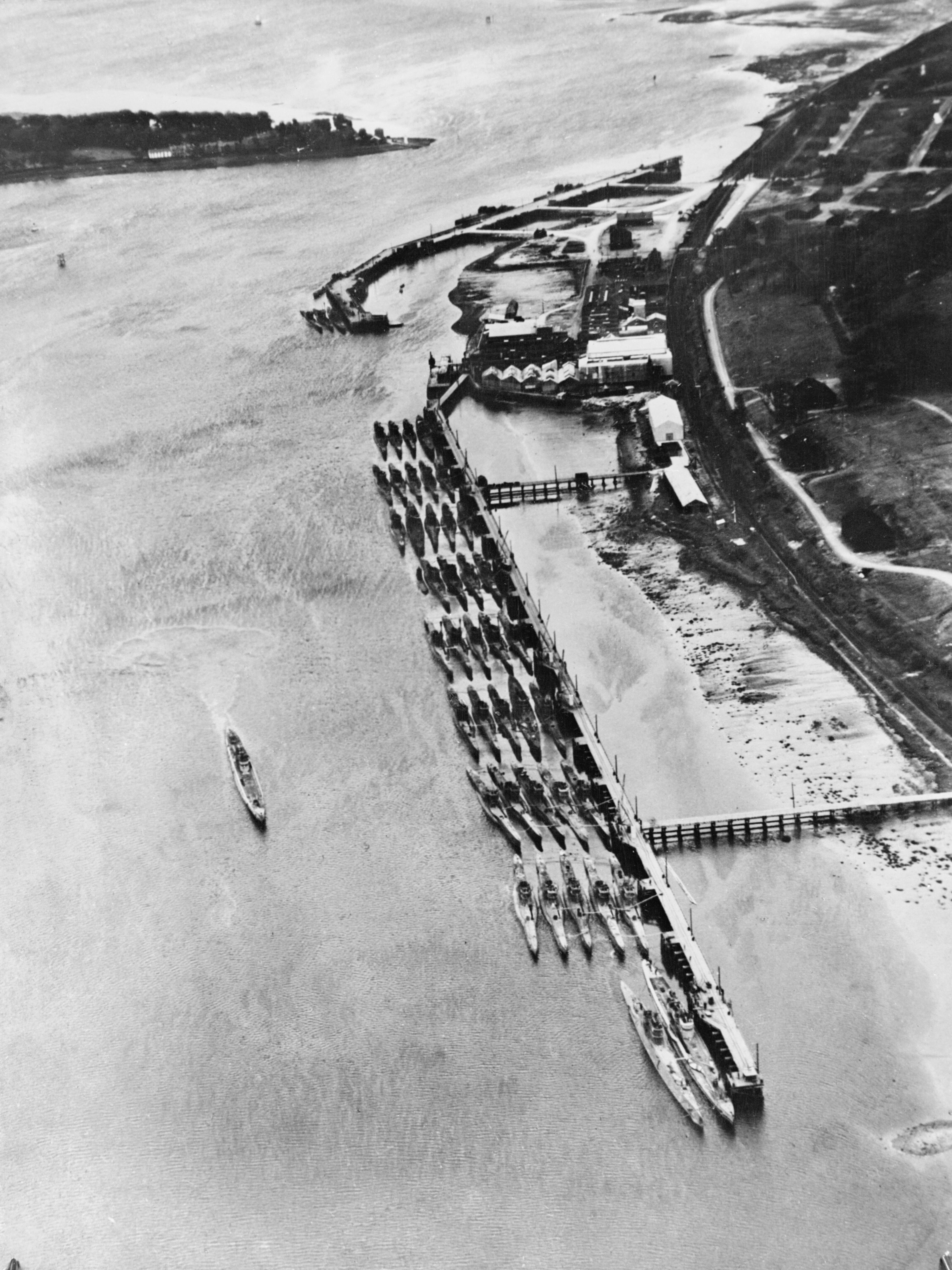
52 немецкие подводные лодки в Лондондерри (Лох-Фойл), июнь 1945 года

В конце августа и начале сентября 1945 года советские офицеры из Трёхсторонней комиссии осмотрели 136 подводных лодок, пришвартованных в Лох-Фойле, Северная Ирландия и Лох-Райане, Шотландия. В результате советской стороной были отобраны следующие 10 подводных лодок:
- U-1057 (тип VIIC)
- U-1058 (тип VIIC)
- U-1064 (тип VIIC/41)
- U-1231 (тип IXC/40)
- U-1305 (тип VIIC/41)
- U-2353[англ.] (тип XXIII)
- U-2529[англ.] (тип XXI)
- U-3035[англ.] (тип XXI)
- U-3041[англ.] (тип XXI)
- U-3514[англ.] (тип XXI)

Позднее U-3514 была заменена на U-3515 (тип XXI).
Семь из этих подводных лодок были пришвартованы в Лондондерри на базе HMS Ferret, а три (U-1057, U-1064 и U-2353) находились в Лох-Райане. 31 октября 1945 года эти три подводные лодки были переведены в Лох-Фойл.
Первоначальное предполагалось, что все 10 подводных лодок полностью исправны и будут отправлены в Либаву своим ходом. У подводных лодок должны были быть британские экипажи, но на каждой в качестве наблюдателя должен был находиться один советский офицер.
Однако вскоре выяснилось, что только пять подводных лодок были способны преодолеть весь путь своим ходом. Оставшиеся пять лодок было решено отбуксировать кораблями британского флота.

## Операция «Кэбал»

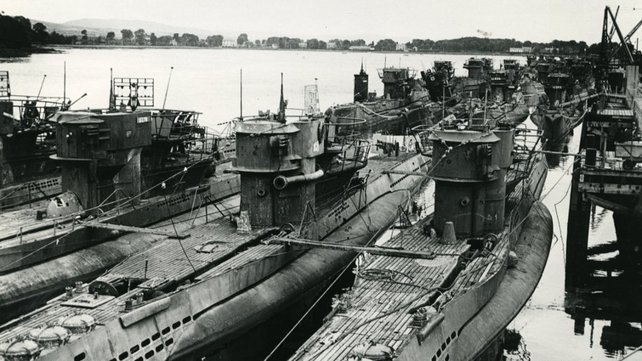
U-1058 (посередине) в Лондондерри, 1945 год

Операция «Кэбал» началась 24 ноября 1945 года, когда девять подводных лодок (за исключением U-3515) отплыли из Лох-Фойла. Маршрут был проложен вдоль западного побережья Шотландии к Оркнейскими островами. Далее через пролив Пентленд-Ферт лодки должны были выйти в Северное море и оттуда направиться к южному побережью Норвегии, а затем через проливы Скагеррак и Каттегат дойти Копенгагена и перейти в акваторию Балтийского моря. Конечной точкой маршрута была Либава.
Лодки U-1057, U-1058, U-1064, U-1305 и U-1231 вышли в море самостоятельно в сопровождении британских эсминцев Garth, Eglinton и Zetland. Лодки U-2529 U-3035, U-3041 буксировались фрегатами Zephyr, Tremadoc Bay и Narborough, а U-2353 — эсминцем Riou.
Подводная лодка U-3514 23 ноября при подготовке к походу столкнулась с другой немецкой субмариной, в результате чего получила серьезные повреждение. Поэтому было принято заменить ее на однотипную U-3515. Отплытие U-3515 было отложено до 6 декабря.
Пять подводных лодок, которые отправились в поход самостоятельно, достигли Либавы без серьёзных происшествий. Однако лодки шедшие под буксировкой столкнулись с тяжёлыми погодными условиями. Сила ветра достигала 10 баллов по шкале Бофорта. В итоге 4 декабря 1945 года в Либаву прибыли только семь из девяти подводных лодок (U-1057, U-1058, U-1064, U-1231, U-1305, U-2353 и U-2529). Двум другим подводным лодкам (U-3041, U-3035) потребовалось проведение ремонта. В итоге U-3041 прибыла в Либаву 10 декабря, а U-3035 — 14 декабря 1945 года.
Больше всего времени заняла буксировка U-3515. Как было запланировано подводная лодка покинула Лох-Фойл 6 декабря 1945 года. Лодку буксировал эсминец Icarus. Из-за плохой погоды и технических проблем лодка и эсминец дважды возвращались в порт Росайт, Шотландия. В итоге советское Посольство в Лондоне обвинило британское Адмиралтейство в нежелании выполнять достигнутые договорённости. В итоге, после устранения всех технических проблем, U-3515 и HMS Icarus покинули Росайт 26 января 1946 года, а 2 февраля лодка благополучно прибыла в Либаву. Операция «Кэбал» завершилась.

## Немецкие подводные лодки в составе ВМФ СССР
Все подводные были включены включены под новыми названиями в состав КБФ СССР и оставались в боевом составе флота до середины 50-х годов. В дальнейшем большая часть лодок использовались в качестве плавучих зарядных станций (ПЗС), либо учебно-тренировочных станций (УТС). Постепенно, в период между 1955 и 1974 годом, лодки были выведены из состава ВМС СССР.

Размещение кораблей при испытании торпеды Т-5 21 сентября 1955 года

Исключения составляют лодки С-81 (бывшая U-1057) и С-84 (бывшая U-1305). Эти подводные лодки летом 1955 года были переоборудованы для изучения воздействия ядерного оружия и вошли в состав 241-й Бригады опытовых кораблей Северного флота. 21 сентября 1955 года обе подводные лодки участвовали в испытаниях торпеды Т-5 в Чёрной губе на Новой Земле (ядерное испытание № 22). С-81 находилась в подводном положении на расстоянии 500 метров от эпицентра ядерного взрыва. В результате лодка получила серьезные повреждения и восстановлению не подлежала. Оставлена на дне бухты Чёрной. Исключена из состава флота в 1957 году.
Лодка С-84 находилась на расстоянии 800 метров от эпицентра взрыва. В результате испытаний получила незначительные повреждения, не влияющие на боеспособность. Своим ходом пришла на базу в Молотовск. В 1955 году была выведена из боевого состава флота, разоружена и переквалифицирована в опытовую. В 1955—1956 годах прошла восстановительный ремонт и подготовку к новым испытаниям. 7 сентября 1957 года участвовала в очередных испытаниях ядерного оружия (наземный взрыв, ядерное испытание № 43). Находилась в крейсерском положении на расстоянии 600 метров от эпицентра взрыва. В результате полностью потеряла боеспособность, лишившись части лёгкого корпуса. Однако не затонула из-за того, что прочный корпус не получил повреждений.
10 октября 1957 года участвовала в новых испытаниях торпеды Т-5. Находилась в крейсерском положении в 250 метрах от эпицентра взрыва. Затонула через несколько десятков секунд из-за сильных повреждений прочного корпуса. Восстановлению не подлежала, оставлена на грунте в губе Чёрной. 1 марта 1958 года исключена из списков флота.

## Значение операции «Кэбал»
В ходе Великой Отечественной войны советский подводный флот на Балтике понёс тяжелые потери. Поэтому включение в 1946 году в состав Балтийского флота 10 немецких субмарин положительно сказалось на возможностях КБФ в первые послевоенные годы.
Однако более важным является то, что советские инженеры получили возможность изучить конструкцию новейших немецких подводных лодок. Особый интерес для специалистов представляли большие океанские лодки типа XXI. Результатом морских испытаний этих кораблей стало полное изменение технического задания по проекту 613 в августе 1946 года, а тип XXI был взят за основу нового варианта проекта основной советской послевоенной подлодки.
Также конструктивные решения реализованные на немецких подводных лодках типа XXI оказали существенное влияние на создание советской большой подводной лодки океанского класса проекта 611.